# Cromwell (film)
Cromwell är en brittisk historisk dramafilm från 1970, skriven och regisserad av Ken Hughes. 
Filmen är baserad på Oliver Cromwells liv. Han ledde parlamentets styrkor under det engelska inbördeskriget och styrde Storbritannien och Irland under 1650-talet som lordprotektor. Filmen nominerades till en Oscar 1971 och vann en för bästa kostym. Trots att filmmakarna hävdade att lång research låg till grund för filmen så fick den utstå en del kritik gällande den historiska korrektheten. Filmen fick dock generellt sett goda recensioner, och bland annat Richard Harris' och Alec Guinness' skådespelarprestationer prisades.

## Rollista (urval)
- Richard Harris - Oliver Cromwell
- Alec Guinness - kung Karl I
- Robert Morley - Earl of Manchester
- Dorothy Tutin - drottning Henrietta Maria
- Timothy Dalton - furst Rupert of the Rhine
- Patrick Magee - Hugh Peters